# Pekim
Péricles Moreira da Rocha conhecido como Pekim (Fortaleza, 7 de março de 1917 — Fortaleza, 22 de maio de 2000) foi um político brasileiro, deputado estadual, presidente da Assembleia Legislativa do Ceará em 1950, candidato a prefeitura de Fortaleza em 1964.

## Biografia

### Origem e início no funcionalismo público
Era filho do célebre deputado federal Manuel Moreira da Rocha e de Amália Serôa Moreira da Rocha. Concluiu seus estudos no Colégio Militar de Fortaleza, em 1935. Não tinha, entretanto, vocação para a carreira das armas. Transferiu residência para a Capital da República, onde preferiu ingressar no serviço público federal, e, assim, foi nomeado para o Ministério do Trabalho, servindo ali, durante alguns anos, como Escriturário, e também como Fiscal do Instituto de Aposentadoria e Pensões dos Comerciários.

### Base Aérea Brasileira
Na época da guerra, no ano de 1939, quando da construção da Base Aérea Brasileira (do Pici), notável empreendimento do governo norte-americano em colaboração com o governo brasileiro, serviu na qualidade de Chefe de Contabilidade do Escritório de Construção daquele grande campo de pouso, durante seis meses, até ser nomeado para servir no SEMTA (Serviço de Emigração de Trabalhadores para a Amazônia)

### Serviço de Emigração de trabalhadores para a Amazônia
Chefiou a Seção de Ligação e Comunicação do SEMTA (Serviço de Emigração de Trabalhadores para a Amazônia), acumulando nessa época as funções de Assistente do Diretor norte-americano, Mr. Juan Homs, da "Rubber Development Corporation", emprestando, desse modo, os seus serviços e a sua colaboração ao esforço de guerra.

### Carreira policial
Delegado de Polícia do 1º Distrito de Fortaleza (nomeado em 1944, já integrado novamente na vida cearense), função na qual, posteriormente, se efetivou, através do decreto-lei estadual que criou a Polícia de Carreira. Logo depois foi ao Rio de Janeiro e São Paulo, para estagiar, aproveitando para fazer modernos cursos de Polícia, e por conta da Polícia carioca, submeteu-se a proveitosos cursos orientados pelo Gabinete da chefia de Polícia do Distrito Federal, estagiando em todas as Delegacias daquela localidade.
Em 1946, por ato do Governo Federal foi nomeado Delegado Regional do Serviço de Alimentação da Previdência Social (SAPS) no Ceará, cargo que soube desempenhar com alto descortino e senso administrativo. Ainda em 1946, no governo do Interventor Pedro Firmeza, foi, por força da lei que criou e regulou a Polícia de Carreira, promovido ao cargo de Delegado de Ordem Política e Social, do qual se tornou titular efetivo; eleito para a Comissão de Indústria e Comércio em sessão ordinária de 22 de julho; reeleito para mais três legislaturas consecutivas, até 1962.

### Carreira política e exílio em Paris
Com expressiva votação, foi eleito deputado à Constituinte em 1946. Como deputado se reelegeu por mais três mandatos consecutivos sempre com forte apelo popular. Eleito para Presidente da Assembléia Legislativa em 1950, chegou a renunciar, pois queria fazer oposição ao Governo Raul Barbosa. Em 1962 candidatou-se a Prefeito de Fortaleza, e neste mesmo ano, João Goulart o convidou para o cargo de Delegado do Lloyd Brasileiro, em Paris, onde passou dois anos, até que foi extinta a Delegacia.

### Tradição política
Seu pai, o Dr. Manuel Moreira da Rocha, médico conceituado e distinto, foi um dos chefes políticos de maior saliência no regime republicano no Ceará, podendo-se mesmo dizer que talvez nenhum outro político teve prestígio mais sólido e amplo, acentuando-se da campanha pró-Franco Rabelo, de que foi um dos mentores «sans peur et sans réproche.» Fundou o Partido Democrata e durante toda a sua vida de então até 1935 representou o Ceará na Câmara Federal, cuja tribuna ilustrou com seu verbo ardoroso e honrou com bravura (daí seu apelido "mané onça") tornando-se uma das figuras de primeiro plano do Parlamento Nacional, podendo-se, disto, ter a melhor prova no seu valioso arquivo particular, na época, em poder do Prof. Hugo Catunda, que estava escrevendo a sua biografia.
Péricles Moreira da Rocha foi, pois, a continuação de uma estirpe porque, filho de um parlamentar dos mais brilhantes, o Dr. Manuel Moreira da Rocha, teve o seu exemplo continuado na pessoa de seus filhos, Péricles Moreira da Rocha, Crisanto Moreira da Rocha (este, ex-Deputado Federal), e Acrísio Moreira da Rocha (ex-Interventor Federal do Estado, ex-Secretário da Fazenda e ex-Prefeito de Fortaleza)), exemplo que se prolongou ainda mais com a sua participação nos trabalhos da Assembléia Constituinte.